# Johann Burger (Kupferstecher)

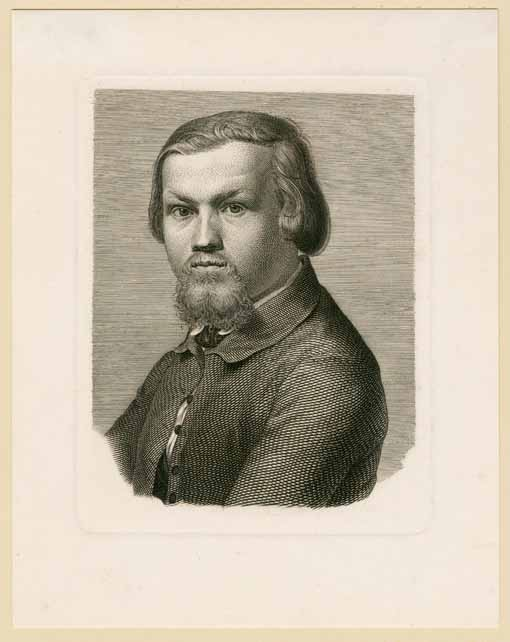
Johann Burger (Selbstporträt)

Johann Burger (* 31. Mai 1829 in Burg AG; † 2. Mai 1912 in München) war ein Schweizer Kupferstecher.

## Leben
Burger war eines von neun Kindern des Goldschmieds und Graveurs Melchior Burger (4. September 1785 bis 28. März 1867) und dessen Frau Elisabeth (geborene Gloor). Er besuchte in Burg die Primarschule und in Reinach die Bezirksschule und begann zunächst eine Ausbildung zum Goldschmied und Graveur bei seinem Bruder Christian Burger und einem Vetter in Bern. Von 1848 bis 1849 erhielt er seinen ersten Unterricht im Stechen und Radieren bei dem Kupferstecher und Zeichner Wilhelm Suter in Zofingen und schrieb sich am 5. Juni 1850 an der Kunstakademie in München für das Fach Malerei in der Antikenklasse ein. Er hörte anatomische und anthropologische Vortrage und wechselte, nachdem er bei Kupferstecher Kaspar Heinrich Merz einen Amor und die vier Elemente nach Bonaventura Genelli gestochen hatte, in die Kupferstecherschule von Julius Caesar Thaeter, in der er bis 1856 besonders den Kartonstich erlernte. Unter der Leitung Thaeters stach er nach Zeichnungen des Malers Julius Schnorr von Carolsfeld und fertigte einige Blätter für Ernst Försters kunstgeschichtliche Werke sowie eine Anzahl Porträts und Akte nach der Natur.
Anschliessend unternahm er eine Studienreise, die ihn über Dresden und Florenz nach Rom Führte, wo er zwei Jahre verweilte. 1859 nach Deutschland zurückgekehrt, hatte er seinen ständigen Wohnsitz in München und widmete sich auch der Linienmanier.
Der Maler Fritz Burger (geboren am 16. Juli 1867 in München) war sein Sohn. Zu seiner Familie, die überwiegend als Goldschmiede und Graveure tätig waren, gehörten seine Onkel der Medailleur Samuel Burger (3. April 1791 bis 12. Dezember 1848) und dessen ältere Brüder Johannes (10. September 1777 bis 4. April 1841), Jakob (20. Juli 1783 bis 9. Juli 1865), sowie Jakob Burger (11. September 1749 bis 20. März 1820). Burger war Ehrenmitglied der königlich bayerischen Akademie, er starb in der Nacht vom 1. auf den 2. Mai 1912 in München.

## Wirken
Eine der ersten Arbeiten Burgers war die Steinigung des Stephanus nach Johann von Schraudolphs Freskobild im Speyerer Dom, für die er mit einer Medaille der Kunstakademie ausgezeichnet wurde. Es folgten 1856 in Dresden Die sechs Dichter Toscanas nach Giorgio Vasari (Hopesche Sammlung in London). In Florenz fertigte er eine Kreuzabnahme nach Fiesole, wobei ihm eine Zeichnung Försters als Vorlage diente, und in Rom stach er 1858 unter Cornelius’ Aufsicht dessen Lady Macbeth. Er schuf um 1864 drei Blätter aus dem Leben des heiligen Bonifazius nach Bildern von Heinrich Maria von Hess in der Bonifacius-Basilika zu München und in den Jahren 1861 bis 1864 Raub der Europa nach Genelli, den ersten sogenannten Farbenstich. von 1867 bis 1868 entstand Faust und Gretchen nach Ernst Stückelberg.
In Linienmanier stach er 1869/1870 Bauer und Makler nach Benjamin Vautier, für das er in Wien mit der Medaille für Kunst ausgezeichnet wurde, die Ruhe auf der Flucht nach Ägypten nach Anthonis van Dyck, das Jägerlatein nach Eduard von Grützner (1873–1875), die Dame mit dem Papagei nach Frans van Mieris (Pinakothek in München) und die Violanta nach Palma Vecchio (Belvedere in Wien). Sein Hauptwerk ist der Stich nach Raffaels Madonna della Sedia (1882). In den Jahren 1880 und 1881 führte er im Auftrag von Joseph Aumüllers Kunstverlag die Vestalin nach Angelika Kauffmann aus.